# Mót
Mót vagy más nevein Mút (föníciai: 𐤌𐤕) és Mávet (héber: מות) a halál és az alvilág kánaáni istene volt. Ismerték Ugaritban és Föníciában is, ahol elterjedt a kánaánita vallás. 
A kánaáni mitológia vele kapcsolatos fő információforrása az Ugaritban felfedezett szövegekből származik, de említik őt a föníciai Szanhuniathon iratainak görög fordításának fennmaradt töredékei is.
Mót a mitológiában Él főisten egyik fia és Baál esőisten fő ellenfele. Mót volt ura a sivatagi szárazságnak, az alvilágnak és mindennek, ami ellenkezik az élettel, míg Baál éltető vize termékenységet hozott a földnek.
Mót különösen fontos volt Kánaán földjén, ahol Mezopotámiától és Egyiptomtól eltérően nem volt nagy folyó, és amely régiónak nagyrészt az égi csapadékra kellett támaszkodnia a termés bőségéhez. A kánaáni mitológiában Mót és Baál egy ciklikus harcba keveredett, amelyben Mót ideiglenesen legyőzte Baált.
A Mót és Baal közötti harc Illés próféta Baál prófétáival vívott bibliai történetben is megjelenik, amely egy hosszú időn át tartó pusztító aszály és szárazság időszakában játszódik. Az izraelitáknak dönteniük kell, hogy elfogadják-e azt a kánaáni nézetet, hogy Baál megfelelő kiengesztelésével remélhetik, hogy visszatér az eső, vagy követik Illés tanítását, miszerint Izrael Istene a szárazságot és az esőt egyaránt uralja.